# Gogolewo (województwo zachodniopomorskie)
Gogolewo (niem. Pegelow) – wieś w Polsce położona w województwie zachodniopomorskim, w powiecie stargardzkim, w gminie Marianowo
Wieś leży przy linii kolejowej 202 Gdańsk-Stargard Szczeciński (przystanek Gogolewo) oraz drodze krajowej nr 20, położona 6,5 km na zachód od Marianowa (siedziby gminy) i 9 km na północny wschód od Stargardu (siedziby powiatu), od wschodu granicą wsi jest rzeka Krępiel.
W latach 1954–1961 wieś należała i była siedzibą władz gromady Gogolewo, po jej zniesieniu w gromadzie Dzwonowo. W latach 1975–1998 miejscowość administracyjnie należała do województwa szczecińskiego. Do 1945 wieś nosiła nazwę Pegelow. Przed 1945 istniał barokowy pałac, rozebrany w okresie powojennym.

## Zabytki
- kościół pw. MB Częstochowskiej z XV w., przebudowany w XVII w., zbudowany z kamienia, w 1827 powiększony o wieżę w dolnej części kamienną, w górnej drewnianą. W ostatniej kondygnacji ośmioboczną i zwieńczoną hełmem ostrosłupowym[4].
- zabudowania folwarczne z XIX w.[5]